# Кондратьева, Оксана Юрьевна
Оксана Юрьевна Кондра́тьева (род. 22 ноября 1985 года) — российская легкоатлетка, специализирующаяся в метании молота.

## Биография
Победитель первенства России среди молодёжи в 2006 году (61.81).
Вице-чемпион молодёжного первенства России в 2007 году (60.32).
Вице-чемпион России 2009 года (67.84). Вице-чемпион России 2011 года (69.87).
Бронзовый призёр чемпионата России 2013 года (74.52).
На чемпионате мира 2013 года в Москве квалифицировалась в финал с результатом 73.89 с первой попытки.
В апреле 2021 года Спортивный арбитражный суд (CAS) дисквалифицировал Кондратьеву на четыре года за нарушение антидопинговых правил. Аннулированы её результаты, показанные со 2 июля 2013 года до начала срока дисквалификации.

## Родители
Мать — Людмила Кондратьева, заслуженный мастер спорта СССР (легкая атлетика);

Отец — Юрий Седых, заслуженный мастер спорта СССР (легкая атлетика).

Родители находятся в разводе.